# Ballei Österreich des Deutschen Ordens

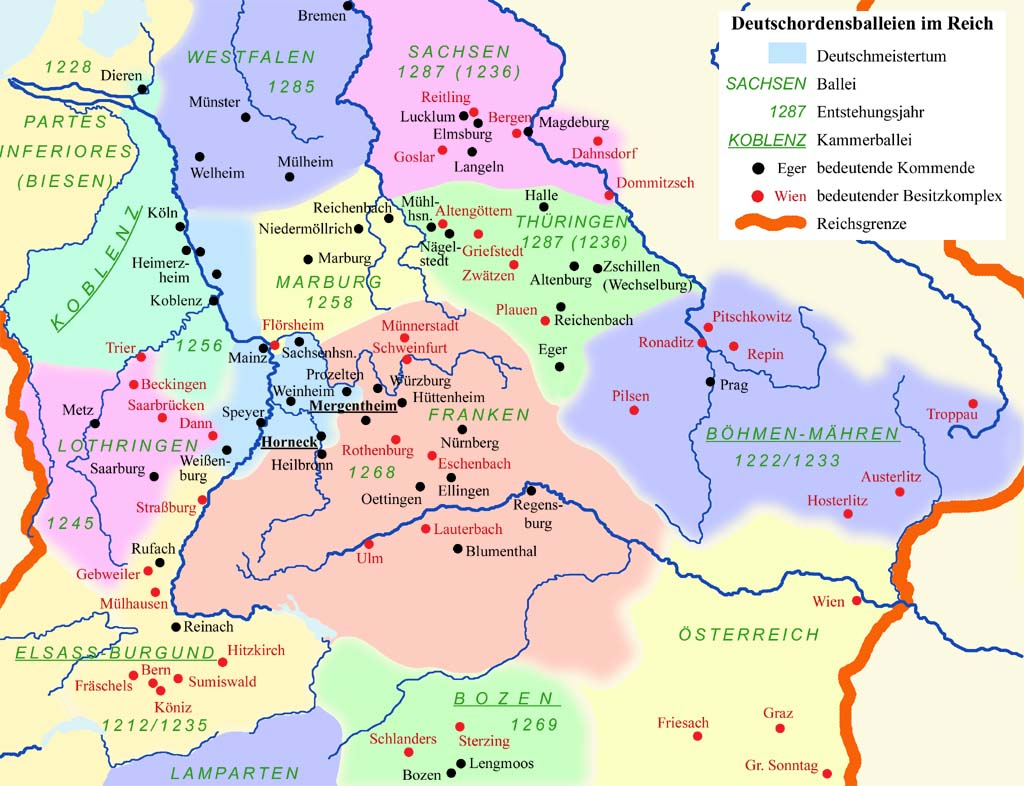
Die Ordensballeien im Reich

Die Ballei Österreich des Deutschen Ordens war eine Verwaltungsprovinz des Ritterordens Deutscher Orden. Sie unterstand zeitweilig direkt dem Hochmeister als sogenannte Kammer-Ballei. Als Ballei der Familiaren ist sie heute noch existent und umfasst die Komtureien „An Enns und Salzach“ und „An Der Drau“.

## Geschichte
Der Deutsche Orden wurde 1190 als Spitalbruderschaft in Akkon gegründet. Schon seit 1198 diente er auch als ritterliche Gemeinschaft zum Schutz der Pilger im Heiligen Land. 1280 wurden die Besitzungen (Kommenden) des Ordens, die sich im Gebiet des Heiligen Römischen Reiches befanden, in 13 Balleien (Ordensprovinzen) zusammengefasst. Zu ihnen zählte die Ballei Österreich. Nachdem der Orden durch die Bestimmungen des Friedens von Pressburg seine Souveränität verloren hatte, wurde die zentrale Residenz 1805 nach Wien verlegt. Nach dem Ersten Weltkrieg wurde der Orden in einen geistlichen Orden umgewandelt, die Ballei aufgelöst. In den 1950er Jahren wurden die Institute der Ehrenritter und Familiaren wieder aufgebaut, ihr Statut wurde 1965 von Papst Paul VI. bestätigt. Damit entstand die Ballei als Einrichtung der Familiaren des Deutschen Ordens.
Das Deutschordenshaus in Wien, hinter dem Stephansdom gelegen, ist zugleich Sitz des Deutsch-Ordens-Zentralarchivs und der für die Öffentlichkeit zugänglichen Schatzkammer des Deutschen Ordens.

## Historische Kommenden der Kammerballei Österreich
1. Kommende Brixeney
2. Kommende Friesach
3. Kommende Großsonntag
4. Kommende Laibach
5. Kommende Leech (in Graz)
6. Kommende Möttling
7. Kommende Namslau
8. Kommende Wiener Neustadt
9. Kommende Troppau
10. Kommende Wien